# Thereva grisea
Thereva grisea är en tvåvingeart som beskrevs av Krober 1913. Thereva grisea ingår i släktet Thereva och familjen stilettflugor. Inga underarter finns listade i Catalogue of Life.